# Daughter of Maryland
Pour plus de détails, voir Fiche technique et Distribution.
Daughter of Maryland est un film américain réalisé par John B. O'Brien et sorti en 1917.

## Fiche technique
- Titre : Daughter of Maryland[1]
- Réalisation : John B. O'Brien
- Scénario : Sam Morse, Joseph F. Poland
- Image : William Crolly
- Date de sortie : 29 octobre 1917

## Distribution
- Edna Goodrich : Beth Treadway
- William T. Carleton : Major Treadway
- Helen Strickland : Sarah Treadway
- Carlton Brickert : John Standish
- Jack Hopkins : Rippley
- Charles Martin : Pennell
- Florence Miller : Dorothy Pennell
- Morgan Thorpe : Haskell
- S.J. Burton : Neb
- Myra Brooks : Mandy